# 脳卒中
脳卒中（のうそっちゅう、英語: Cerebral apoplexy）とは、脳の血管が詰まったり破れたりすることによって発生し、脳の細胞死が引き起こされる病状で、主に半身不随に陥る典型的な症状である疾患の総称である。脳卒中には、血流不足による虚血性と出血による出血性の2つの主なタイプがある。どちらも脳の一部が正常に機能しなくなる。脳血管障害の同義語として使われることが多い。

## 語源
「卒中」の語源は「卒然（突然）邪気や邪風に中（あた）る」という意味から。あたりとも称される。「中風」と呼ばれたのは風が原因だと考えられたため。また、apoplexyの語源はギリシア語で、殴られて倒れる状態を意味する。

## 概要
ハーバード大学医学部によると、脳卒中になると、人生が一変する。自信は一瞬にして失われ、すべてが変わってしまう。一過性脳虚血発作でも緊急事態であり、後に本格的な脳卒中につながる可能性が非常に高いと言われている。一過性脳虚血発作が起きたら、すぐに病院へ行くことを勧める。脳卒中は女性も発症しやすいとも言われている。

## 分類
脳卒中には様々な種類があり血管の詰まりによる脳梗塞、血管の破れによる脳出血などがある。両者は現象としては異なるが、結果として脳細胞が損傷される点では共通し、半身麻痺、言語障害、意識障害などが生じることがある。重度の場合は発作により突然倒れるが、それ以前にろれつがまわらなくなるなどの初期症状が見られる場合がある。脳動脈瘤が破れるクモ膜下出血も脳卒中に含まれる。

### 鑑別の進歩
脳出血と脳梗塞の鑑別は、長い間、臨床医学の大問題であった。罹る人が多いうえに臨床症状が似ていて鑑別するのがむずかしい。それがX線CT画像診断で「白ければ出血」「黒ければ梗塞」と判断でき速やかに治療が行えるようになった。

### 定義
1970年代、世界保健機関（WHO）は「脳卒中」を、「24時間を超えて持続する、または24時間以内に死亡によって中断される、脳血管を原因とする神経学的欠損」と定義した。この定義は、組織損傷の可逆性を反映したものであり、そのために考案されたもので、24時間という時間枠は恣意的に選ばれたものである。24時間という制限は、脳卒中と一過性脳虚血発作を分けるものであり、一過性脳虚血発作は、脳卒中の症状が24時間以内に完全に消失する関連症候群である。早期に投与することで脳卒中の重症度を軽減できる治療法が利用できるようになったため、現在では、脳卒中症状の緊急性と迅速な対応の必要性を反映するために、「脳発作」や「急性虚血性脳血管症候群」（それぞれ心臓発作や急性冠症候群に倣ったもの）といった代替用語を好む者が多い。

### 虚血性
虚血性脳卒中では、脳の一部への血液供給が減少し、その部分の脳組織が機能不全に陥る。このような現象が起こる理由は4つある：
1. 血栓症（局所的に形成される血栓による血管の閉塞による)
2. 塞栓症（体内の他の場所からの塞栓子（血液などの塊）による閉塞）[26]
3. 全身性低灌流（ショック状態など、血液供給量の全般的減少）[27]
4. 脳静脈洞血栓症[28]

病因が明らかでない脳卒中は、特発性脳卒中と呼ばれ、虚血性脳卒中の全症例の30～40％を占める。
急性虚血性脳卒中には分類法がある。オックスフォード地域脳卒中プロジェクト分類（OCSP、バンフォード分類またはオックスフォード分類としても知られる）は、主に初期症状に依拠している。症状の程度に基づいて、脳卒中エピソードは全前方循環梗塞（TACI）、部分前方循環梗塞（PACI）、ラクナ梗塞（LACI）、後方循環梗塞（POCI）に分類される。これら4つの病態は、脳卒中の範囲、影響を受けた脳の部位、根本的な原因、予後を予測する[1][2]。
TOAST（Trial of Org 10172 in Acute Stroke Treatment）分類は、臨床症状とさらなる検査結果に基づいており、これに基づいて脳卒中は以下の原因によって分類される。
1. 大動脈のアテローム性動脈硬化による血栓症または塞栓症
2. 心臓に起因する塞栓症
3. 細い血管の完全な閉塞
4. その他の決定的な原因
5. 原因不明（2つの原因が考えられる、原因が特定できない、調査が不完全）[31]

コカイン、メタンフェタミンなど精神刺激薬の使用者は虚血性脳卒中のリスクが高い。

### 出血性
出血性脳卒中には主に2つのタイプがある：
- 脳内出血は、脳実質内出血（脳組織内の出血）または脳室内出血（脳室系内の出血）による脳自体の出血（脳内の動脈が破裂し、周囲の組織に血液が溢れる）である。
- クモ膜下出血とは、脳組織の外側でありながら頭蓋骨の中で起こる出血で、正確にはクモ膜と軟膜（脳を包む3層の髄膜のうち、最も内側の繊細な層）の間で起こる。

上記2つの主な出血性脳卒中は、頭蓋内出血（頭蓋穹窿内の任意の場所に血液が貯留すること）の2つの異なる形態でもあるが、硬膜外血腫（頭蓋骨と脳を包む髄膜の最も外側の厚い層である硬膜との間の出血）や硬膜下血腫（硬膜下腔内の出血）などの他の形態の頭蓋内出血は、「出血性脳卒中」とは見なされない。
脳出血性脳卒中は、脳アミロイド血管症、脳動静脈奇形、頭蓋内動脈瘤などの脳血管の変化を背景として発症し、脳実質内出血やクモ膜下出血を引き起こすことがある。
出血性脳卒中は通常、神経学的障害に加えて、特異的な症状（例えば、クモ膜下出血は古典的に雷鳴頭痛として知られる激しい頭痛を引き起こす）を引き起こすか、以前に頭部外傷を受けた証拠を明らかにする。

## 症状
- 半身麻痺、しびれ
- 言葉がでない、呂律困難
- 立位、歩行困難
- 視野の半分が欠ける、モノが二重に見える
- 突然の頭痛[37]

## 後遺症
脳卒中の間、毎秒が重要である。血液によって供給される酸素と栄養素の供給がなければ、脳細胞は毎分190万の驚異的な速度で死亡していく。このため、脳卒中が米国で5番目に多い死因であり、障害の主な原因でもある。脳卒中はしばしば重篤な後遺症を残す。

## 罹患状況
| 順位 | 疾病                            | DALYs （万） | DALYs （%） | DALYs （10万人当たり） |
| ---- | ------------------------------- | ------------ | ----------- | ---------------------- |
| 1    | 2019年コロナウイルス感染症      | 24,306.3     | 8.1         | 3,061.5                |
| 2    | 虚血性心疾患                    | 19,389.3     | 6.4         | 2,442.2                |
| 3    | 脳卒中                          | 16,020.2     | 5.3         | 2,017.8                |
| 4    | 下気道感染症                    | 10,564.2     | 3.5         | 1,330.6                |
| 5    | 早産による合併症                | 10,048.0     | 3.3         | 1,265.6                |
| 6    | 背中と首の痛み                  | 9,088.2      | 3.0         | 1,144.7                |
| 7    | 糖尿病                          | 8,053.4      | 2.7         | 1,014.4                |
| 8    | COPD                            | 7,806.8      | 2.6         | 983.3                  |
| 9    | 下痢性疾患                      | 6,974.3      | 2.3         | 878.4                  |
| 10   | 交通事故                        | 6,785.3      | 2.3         | 854.6                  |
| 11   | 結核                            | 6,063.6      | 2.0         | 763.7                  |
| 12   | 出生合併症 (新生児仮死又は外傷) | 5,925.9      | 2.0         | 746.4                  |
| 13   | うつ病性障害                    | 5,665.6      | 1.9         | 713.6                  |
| 14   | 先天異常                        | 5,272.2      | 1.7         | 664.1                  |
| 15   | マラリア                        | 5,205.9      | 1.7         | 655.7                  |
| 16   | 肝硬変                          | 4,593.6      | 1.5         | 578.6                  |
| 17   | 気管、気管支、肺がん            | 4,564.8      | 1.5         | 575.0                  |
| 18   | その他の難聴                    | 4,419.3      | 1.5         | 556.6                  |
| 19   | 墜死                            | 4,385.5      | 1.5         | 552.4                  |
| 20   | 腎臓病                          | 4,372.1      | 1.5         | 550.7                  |

### 世界では
2023年には、世界中で1,500万人が脳卒中に罹患している。2021年には、脳卒中は死因の第3位で、死亡者全体の約10％を占めている。2015年には、脳卒中に罹患したことがあり、まだ生存している人が約4,240万人いた。1990年から2010年の間に、脳卒中の年間発症率は先進国で約10％減少したが、発展途上国では10％増加した。2015年には、脳卒中は冠動脈疾患に次いで2番目に多い死因であり、630万人の死亡（全体の11％）を占めていた。約300万人が虚血性脳卒中による死亡であり、330万人が出血性脳卒中による死亡であった。脳卒中に罹患した人の約半数は1年未満しか生きられない。全体として、脳卒中の症例の3分の2は65歳以上で発生していた。

### 日本では
日本では1951年から約30年間、日本人の死亡原因の一位を占めた。その後死亡原因に占める割合は減少し、2018年時点では癌・心臓病・老衰に次ぐ第4位の死因となっている。
脳卒中は救急疾患である。脳血管障害と言い換えられることもあるが、厳密には「脳血管障害」の方が指す範囲が広く、検査で初めて発見される程度の場合も含む。

## 危険因子
脳卒中の最大の危険因子は高血圧である[7]。その他の危険因子には、高血中コレステロール、喫煙、肥満、糖尿病、TIAの既往、末期腎不全、心房細動などがある[2][7][8]。虚血性脳卒中は、一般的には血管の閉塞によって引き起こされるが、それほど一般的ではない原因もある[13][14][15]。出血性脳卒中は、脳内への直接出血または脳膜の間への出血によって引き起こされる。[13][16]出血は脳動脈瘤の破裂によって起こることもある。[13]診断は通常、身体診察に基づいて行われ、CTスキャンやMRIスキャンなどの医学的画像診断によって裏付けられる。[9]CTスキャンは出血を除外することができるが、初期にはCTスキャンに典型的に現れない虚血を必ずしも除外できないことがある。[10]心電図（ECG）や血液検査などのその他の検査は、危険因子や考えられる原因を特定するために行われる。

## 予防法
予防には、危険因子を減らすこと、頸動脈の狭窄が問題のある人には脳への動脈を開く手術を行うこと、心房細動のある人には抗凝固薬を投与することなどが含まれる[2]。予防のために、アスピリンやスタチンが医師から推奨されることもある[2]。脳卒中は医療上の緊急事態である。[5] 虚血性脳卒中は、3時間から4時間半以内に発見されれば、血栓を溶解する薬物療法で治療可能であり[2]、一方、出血性脳卒中は時に手術が有効である[2]。失われた機能の回復を試みる治療は脳卒中リハビリテーションと呼ばれ、理想的には脳卒中治療室で行われるが、世界の多くの地域では利用できない[2]。
- 高血圧を治療することで、脳卒中の可能性を40％も減らすことができる[49]。
- 糖尿病患者は脳卒中のリスクが高いが、糖尿病を治療することで脳卒中が予防できる[49]。
- 一部の女性は毎日アスピリンを服用するべきである[49]。
- 運動が脳卒中のリスクを30％も下げる[49]。